# 凯埃拉斯
凯埃拉斯是巴西圣保罗州的一个市镇。总面积95.894平方公里，总人口88212人，人口密度919.9人/平方公里。